# Vincenzo Cappelletti
Vincenzo Cappelletti (n. 2 august 1930, Roma, Regatul Italiei – d. 21 mai 2020, Roma, Italia) a fost un filolog italian, membru de onoare al Academiei Române (din 1993).